# ميشيهيرو إيشيباشي
ميشيهيرو إيشيباشي (باليابانية: 石橋 通宏؛ بالإنجليزية: Michihiro Ishibashi) ولد في 1 يوليو 1965، سياسي ياباني ينتمي إلى الحزب الدستوري الديمقراطي الياباني وقيادي نقابي سابق. يشغل عضوية مجلس المستشارين بعد انتخابه عن «القائمة الوطنية» سنة 2010. قبل دخوله المعترك البرلماني، برز في الحركة النقابية اليابانية وتولّى مواقع قيادية في اتحادات عمالية.

## الجدول الزمني لمسيرته
| السنة | الحدث                                                       |
| ----- | ----------------------------------------------------------- |
| 1965  | وُلد في اليابان                                              |
| 1990s | صعوده في العمل النقابي وتولّي مواقع قيادية                   |
| 2010  | انتخابه عضوًا في مجلس المستشارين عن القائمة الوطنية          |
| 2017  | الانضمام إلى الحزب الدستوري الديمقراطي الياباني             |
| 2020s | استمرار نشاطه البرلماني في ملفات العمل والسياسات الاجتماعية |

## المواقف السياسية
يركّز إيشيباشي على تعزيز حقوق العمال، وتقليص فجوة الأجور بين العمال الدائمين والمؤقتين، وتوسيع شبكات الأمان الاجتماعي لمواجهة آثار الشيخوخة السكانية. كما ينتقد إصلاحات سوق العمل التي تزيد «المرونة» على حساب الاستقرار الوظيفي.

## الحياة الشخصية
والده دايكيتشي إيشيباشي كان عضوًا في مجلس النواب الياباني، وساهمت نشأته في أسرة سياسية في توجيه مساره العام.